# かしわ台車両センター
かしわ台車両センター（かしわだいしゃりょうセンター）は、神奈川県海老名市にある相模鉄道（相鉄）の車両基地・車両工場である。

## 概要
本線かしわ台駅に隣接し、相鉄全車両の検査及び改造工事を担当しており、最大の車両基地を併設している。構内には元神中3形蒸気機関車・ハ24号客車、トフ400、6000系（モハ6001・6021）、2000系（モニ2005）、ED10形電気機関車（ED11）が静態保存されている。
2007年（平成19年）9月には、12月に相模鉄道が会社創立90周年を迎えるのを記念して、6001号車の旧塗装（旧標準色）化と6021号車やED11などの車体再塗装が行われた。その後、2018年（平成30年）3月には6001号車が元の若草色塗装に戻されている（#ギャラリーも参照）。
2023年3月18日ダイヤ改正現在、JR車10両編成6本および東急車10両編成2本が夜間停泊されている。
- 敷地面積：19,059 m2（旧工機所エリア）
- 建物面積：13,623 m2（旧工機所エリア）
- 担当検査：仕業検査・機能検査・重要部検査・全般検査
  - 検修能力：174両/年
- 収容車両数：224両
  - 留置線：19本
  - 洗浄線：2本（うち1本は車体洗浄機を設置）
  - 検査線：3本（10両×2本・6両×1本）
  - 入出場線：2本（うち1本は転削線を兼ねる）
  - 折返し線：2本（U線・V線）

整備済み車両の車体に記される略号
「かしわ台工」

### 新保全体系の実施
相鉄においても10000系車両の導入に合わせて、JR東日本の新系列車両（基本的に209系以降の電車）に適用する新保全体系による検査業務が行われている。ただし、相鉄ではJR東日本と異なる検査名称となっている。
- 10000系導入後の2003年（平成15年）12月からは月検査において適用を開始した[1]。
  - 機能確認検査（90日以内に1回・下記の機能保全検査を簡略化）
  - 機能保全検査（360日以内に1回・従来の月検査と同等の内容）
- 2007年（平成19年）4月からは重要部検査・全般検査においても適用を開始した[1]。
  - 重要部保全検査・全般保全検査

## 沿革
- 1967年（昭和42年）9月1日 - かしわ台検車庫を新設。
- 1971年（昭和46年）12月15日 - 修車工場完成、星川工場の機能を全て移転。
- 1972年（昭和47年）1月16日 - かしわ台工機所が発足。
- 1981年（昭和56年）4月22日 - 検車庫の延伸及び艤装施設増築。
- 2001年（平成13年）2月 - 改良工事に着手。
- 2002年（平成14年）9月4日 - 改良工事竣工。
- 2005年（平成17年）10月1日 - かしわ台工機所・かしわ台電車基地からかしわ台車両センターに改称。

## 所属車両
2025年（令和7年）6月1日時点で、以下の所属車両営業運転および事業用等、計49編成（446両）の車両が所属している。
- 8000系：10両編成6本（計60両） ※うち1編成 (8709×10) はリニューアル（YOKOHAMA NAVYBLUE塗装）済み
- 9000系：10両編成6本（計60両） ※全編成リニューアル（YOKOHAMA NAVYBLUE塗装）済み
- 10000系：10両編成3本、8両編成5本（計70両） ※うち5編成はリニューアル（YOKOHAMA NAVYBLUE塗装）済み
- 11000系：10両編成5本（計50両）
- 12000系：10両編成6本（計60両）※全編成がYOKOHAMA NAVYBLUE塗装。JR線直通対応。
- 20000系：10両編成7本（計70両）※全編成がYOKOHAMA NAVYBLUE塗装。東急東横線直通対応。
- 21000系：8両編成9本（計72両）※全編成がYOKOHAMA NAVYBLUE塗装。東急目黒線直通対応。
- モヤ700系：2両編成2本（計4両） ※事業用車

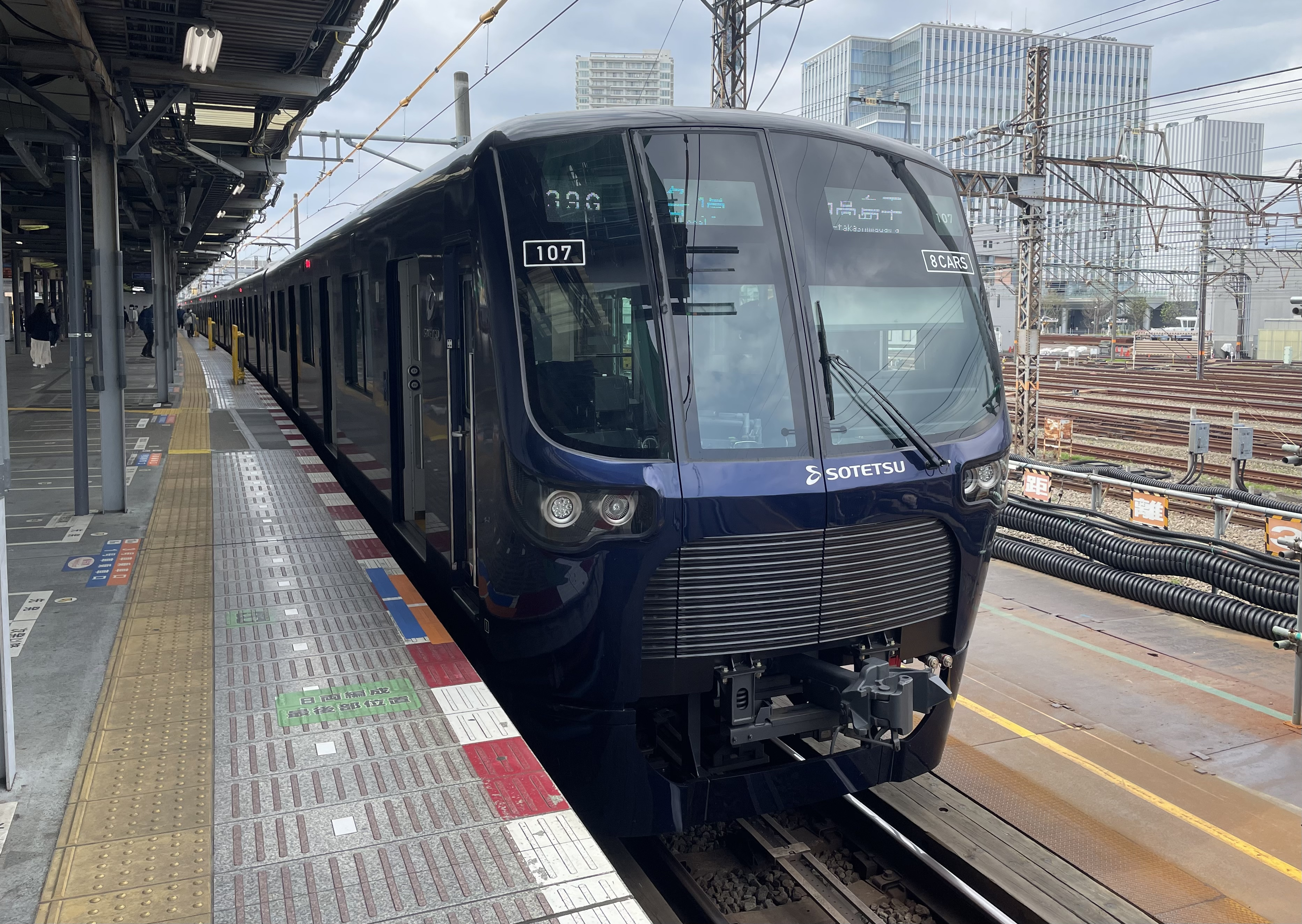
21000系
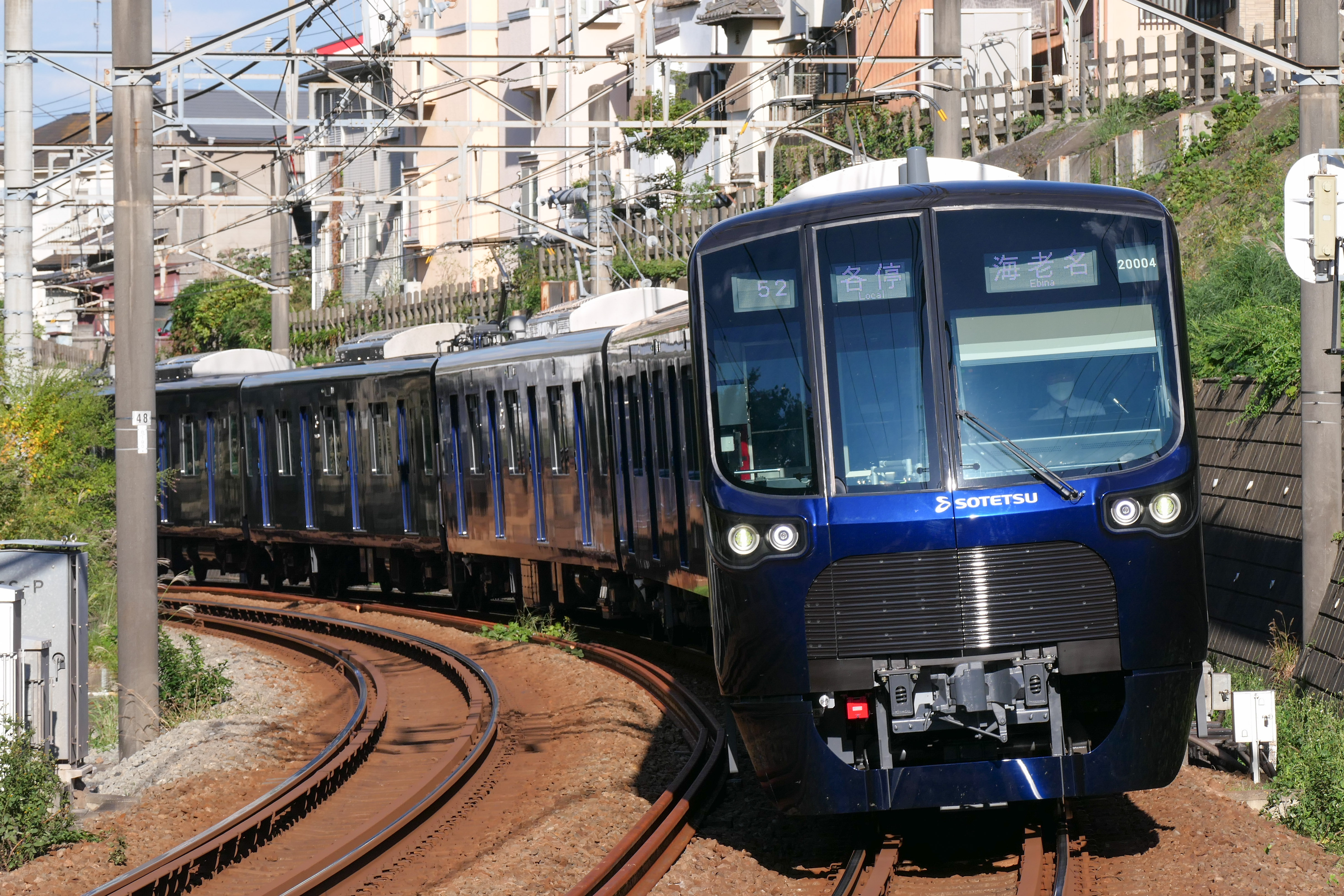
20000系
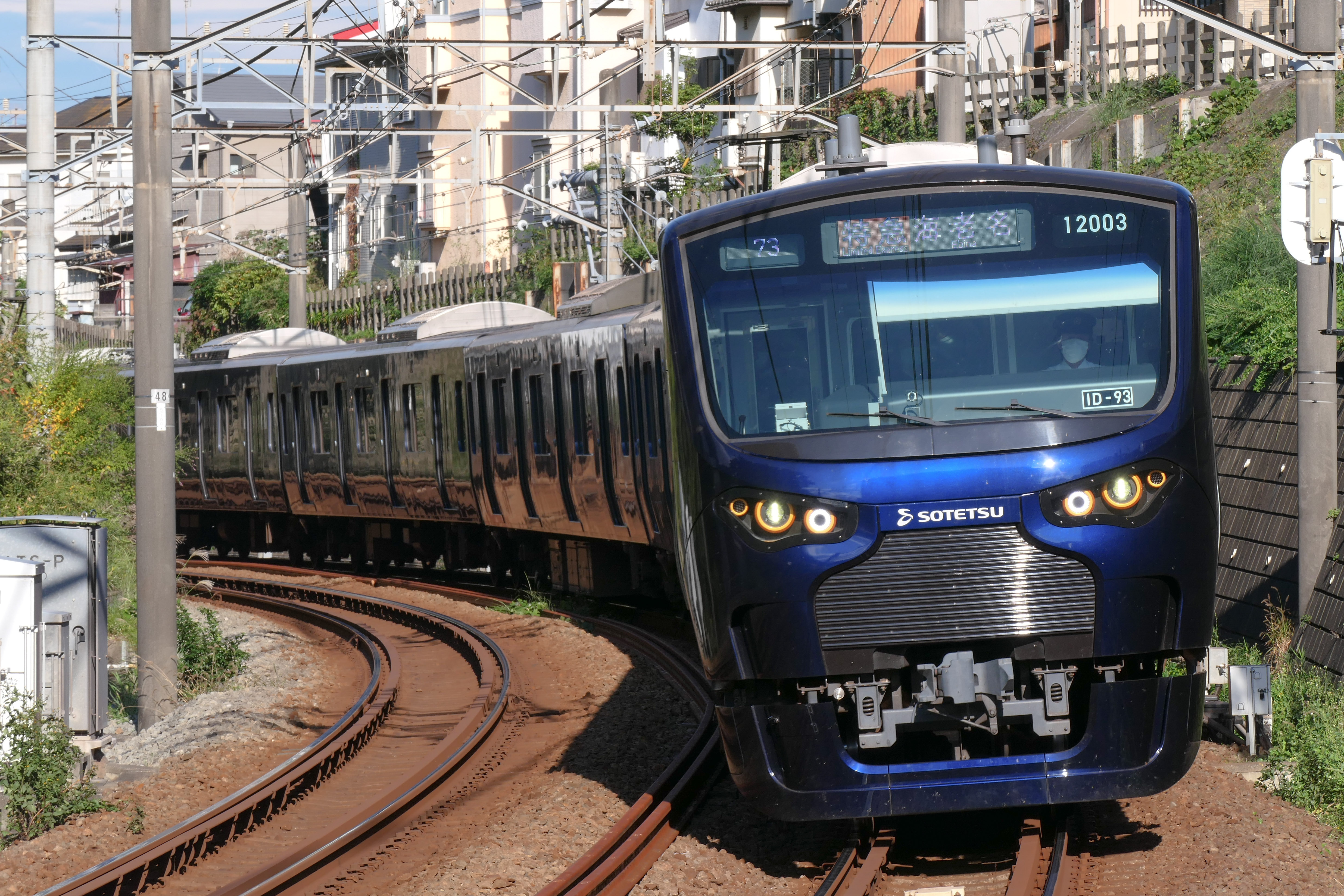
12000系
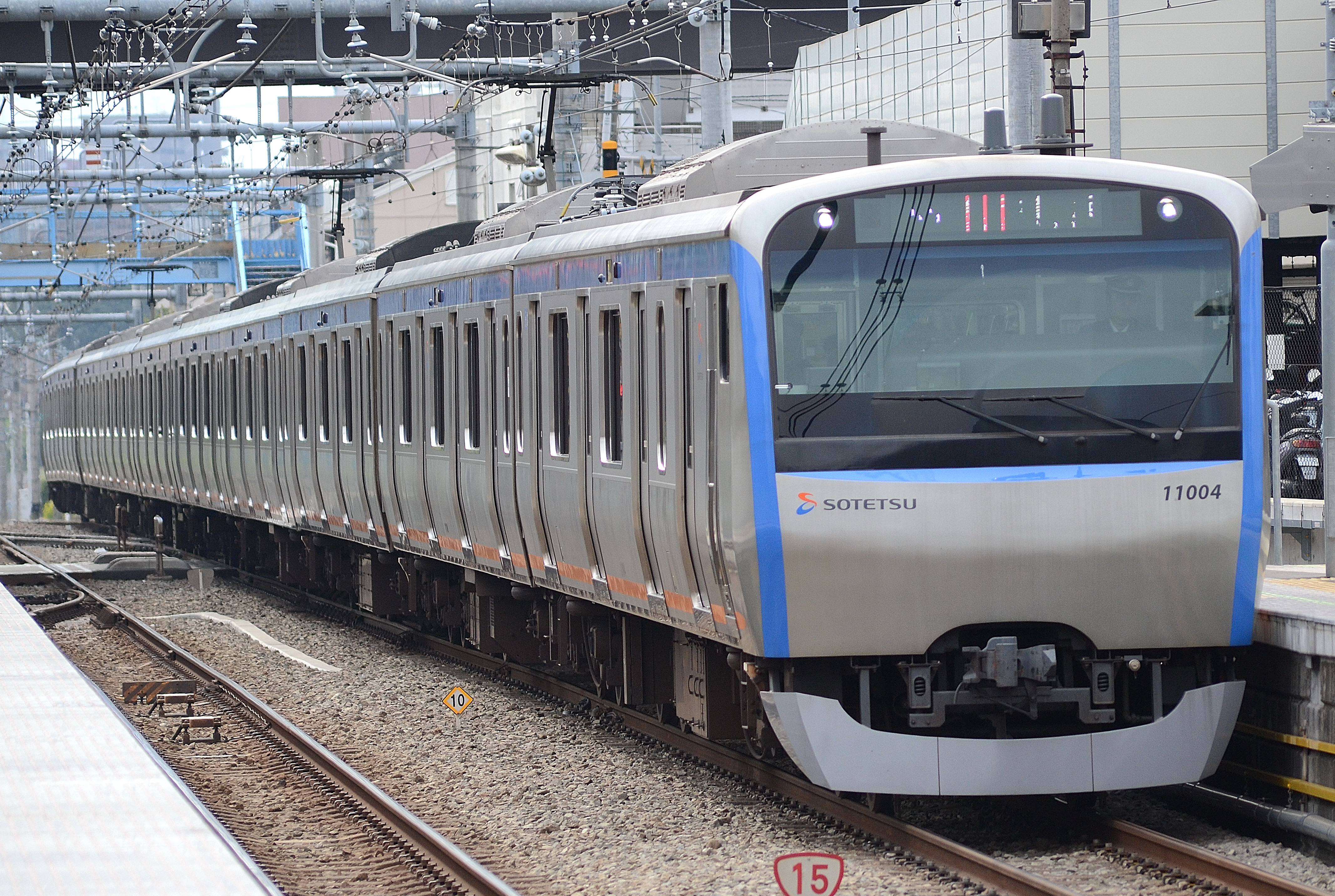
11000系
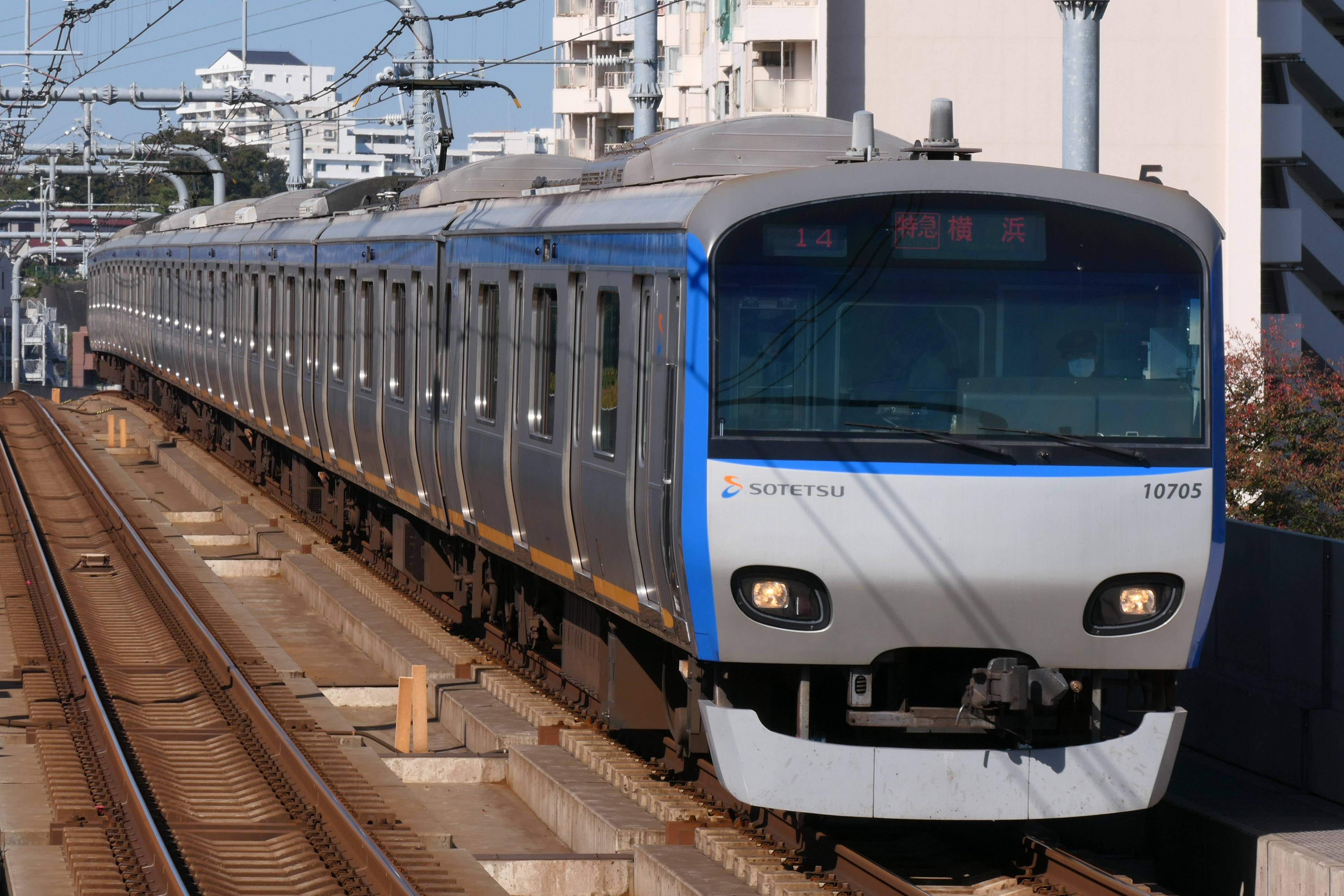
10000系
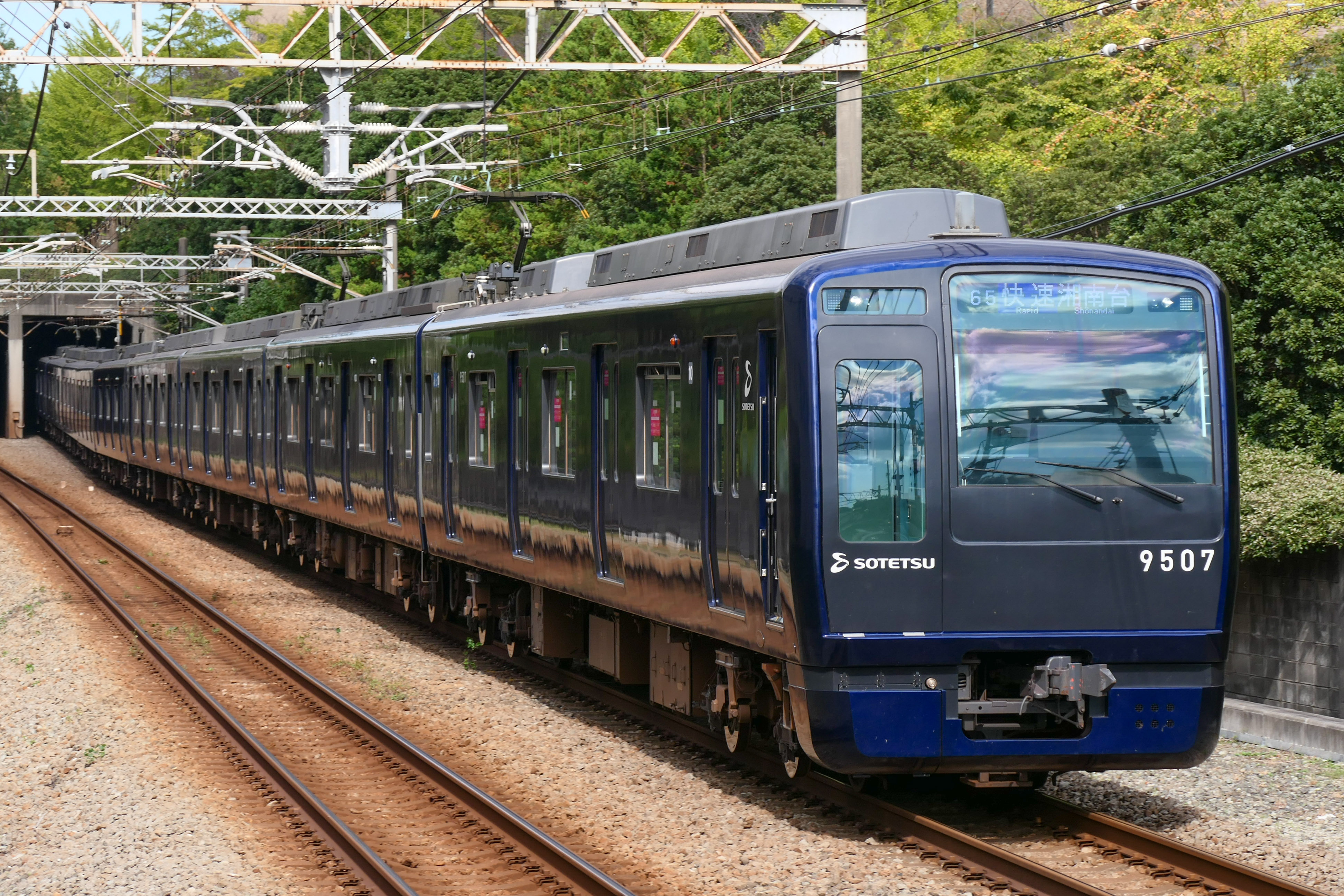
9000系（リニューアル車）
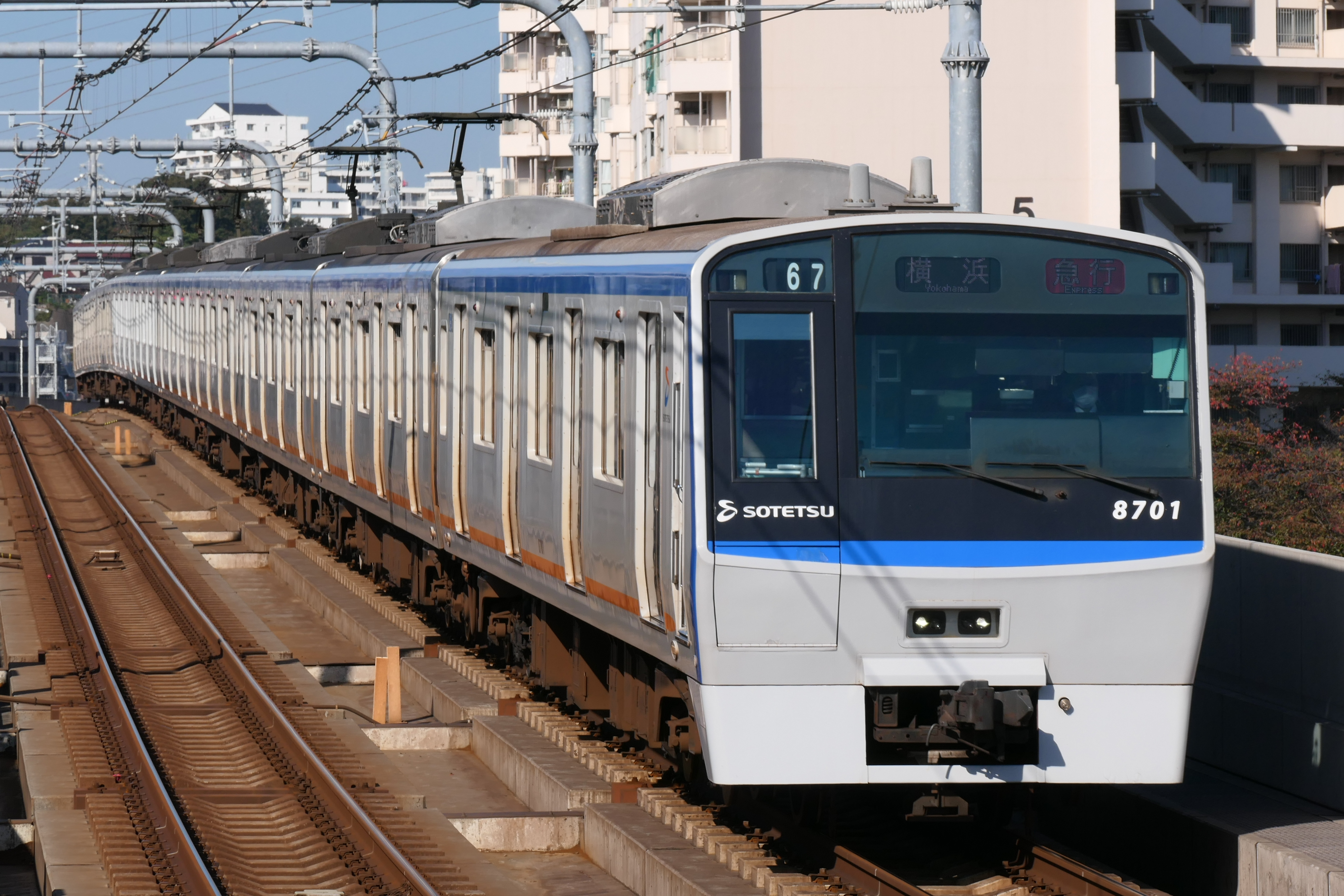
8000系
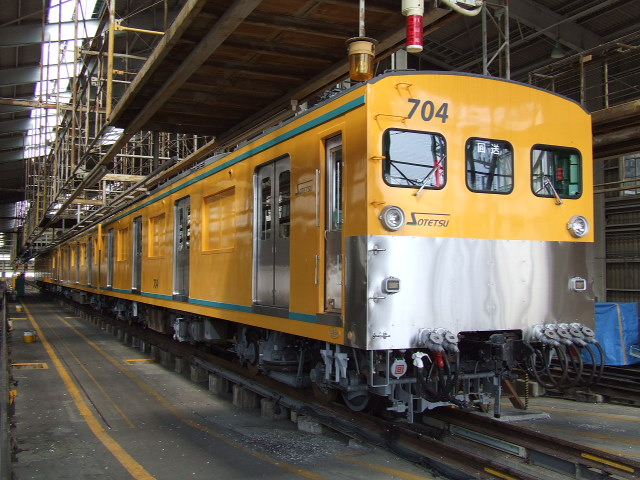
モヤ700系

また、相鉄線直通列車を経由して川越車両センター所属のE233系7000番台も相鉄線に入線するため、本車両センターに一部編成が留置される。2023年3月18日改正時点では、E233系7000番代の夜間滞泊は6編成設定（これとは別に相模大塚駅での昼間留置もある）されているが、その入出庫目的でかしわ台駅を発着しているJR東日本車はすべて回送として運転している。
- E233系7000番台

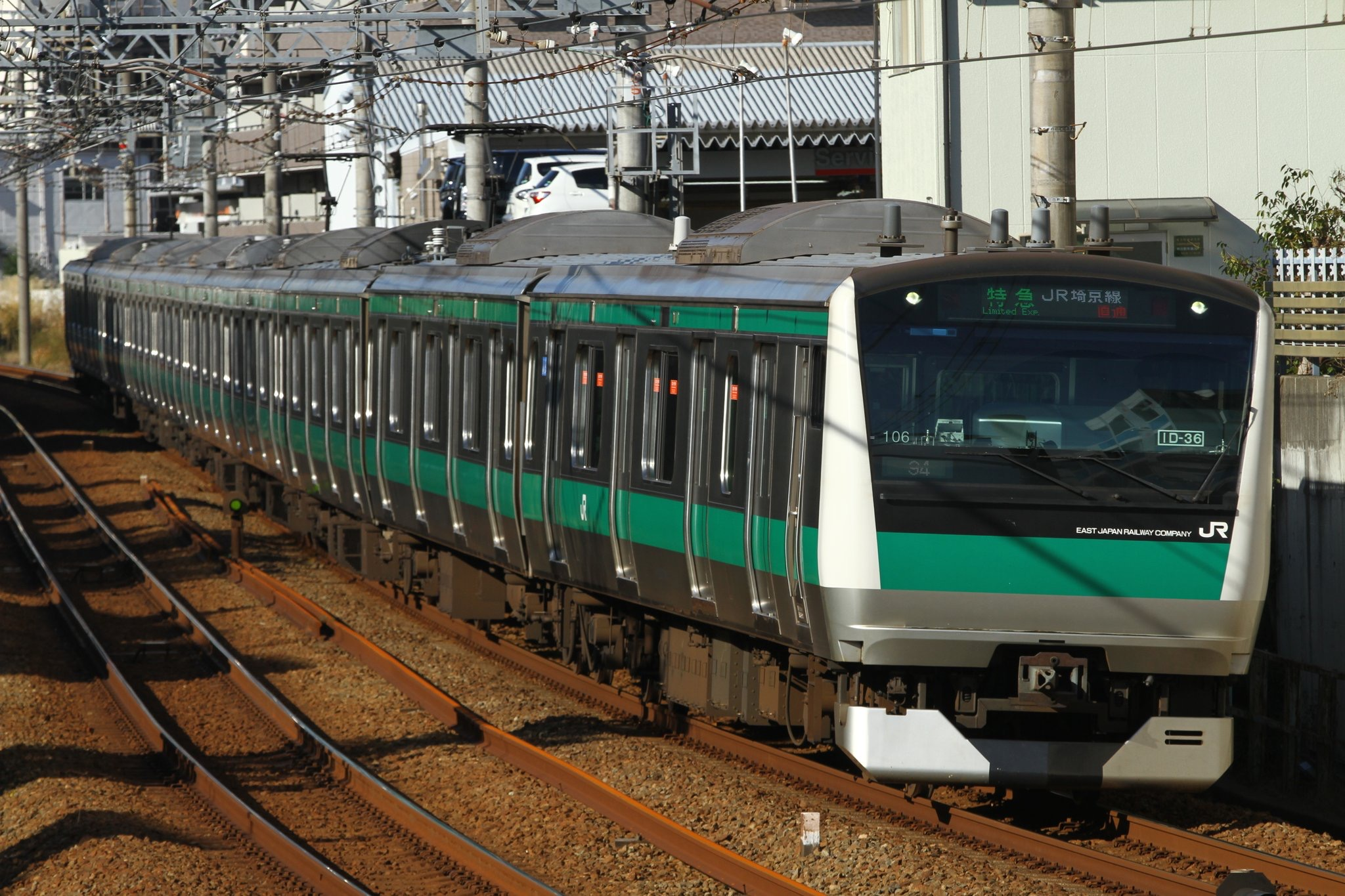
E233系7000番台

東急車にも本車両センターへの夜間滞泊が設定（これとは別にJR東日本車と同じく相模大塚駅の他、西横浜駅と星川駅での昼間留置や、2024年より新たに厚木線へも乗り入れして厚木での夜間滞泊もある）されており、教習目的などでの試運転時やダイヤ乱れ時に本センターに入線することがある。

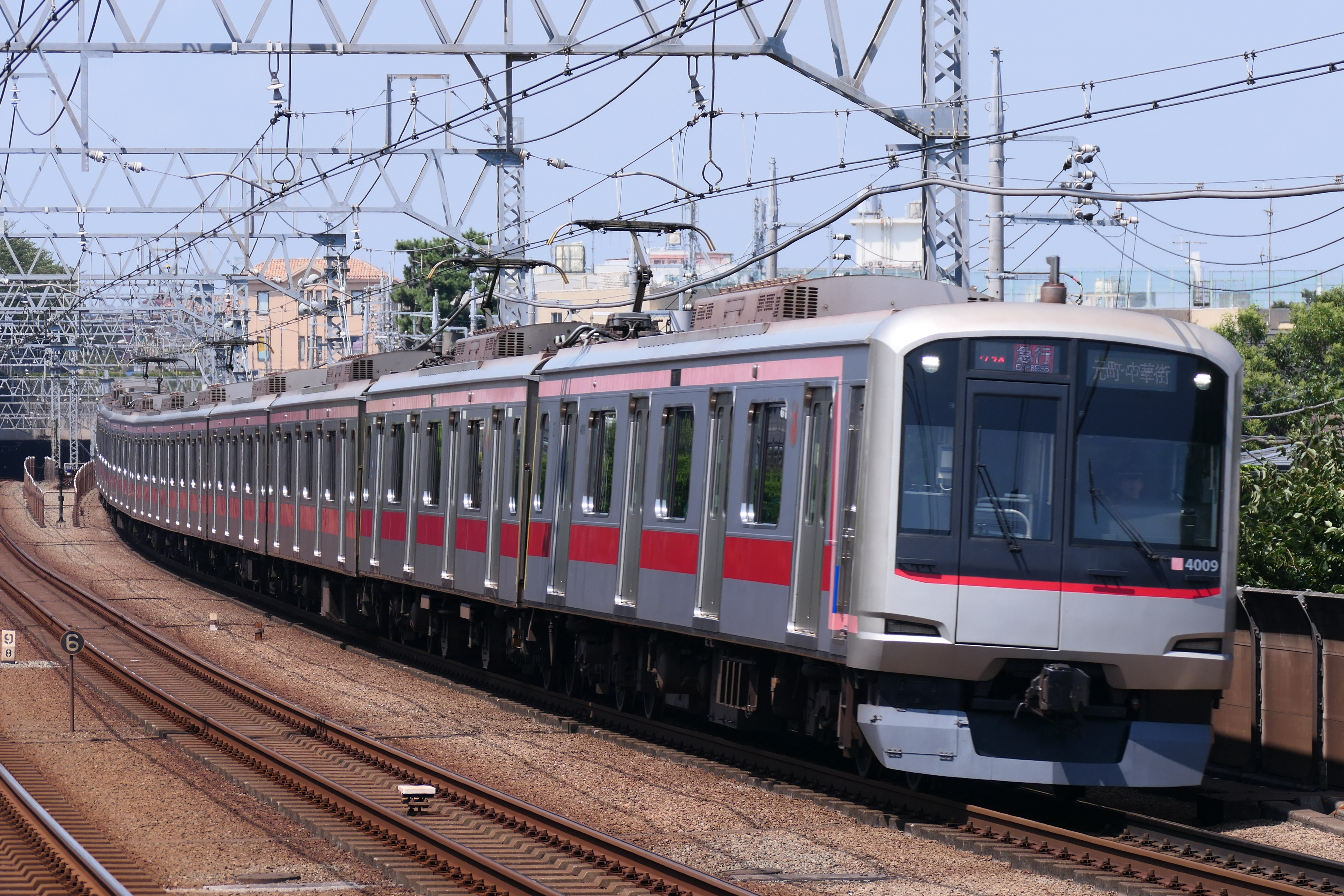
5050系4000番台
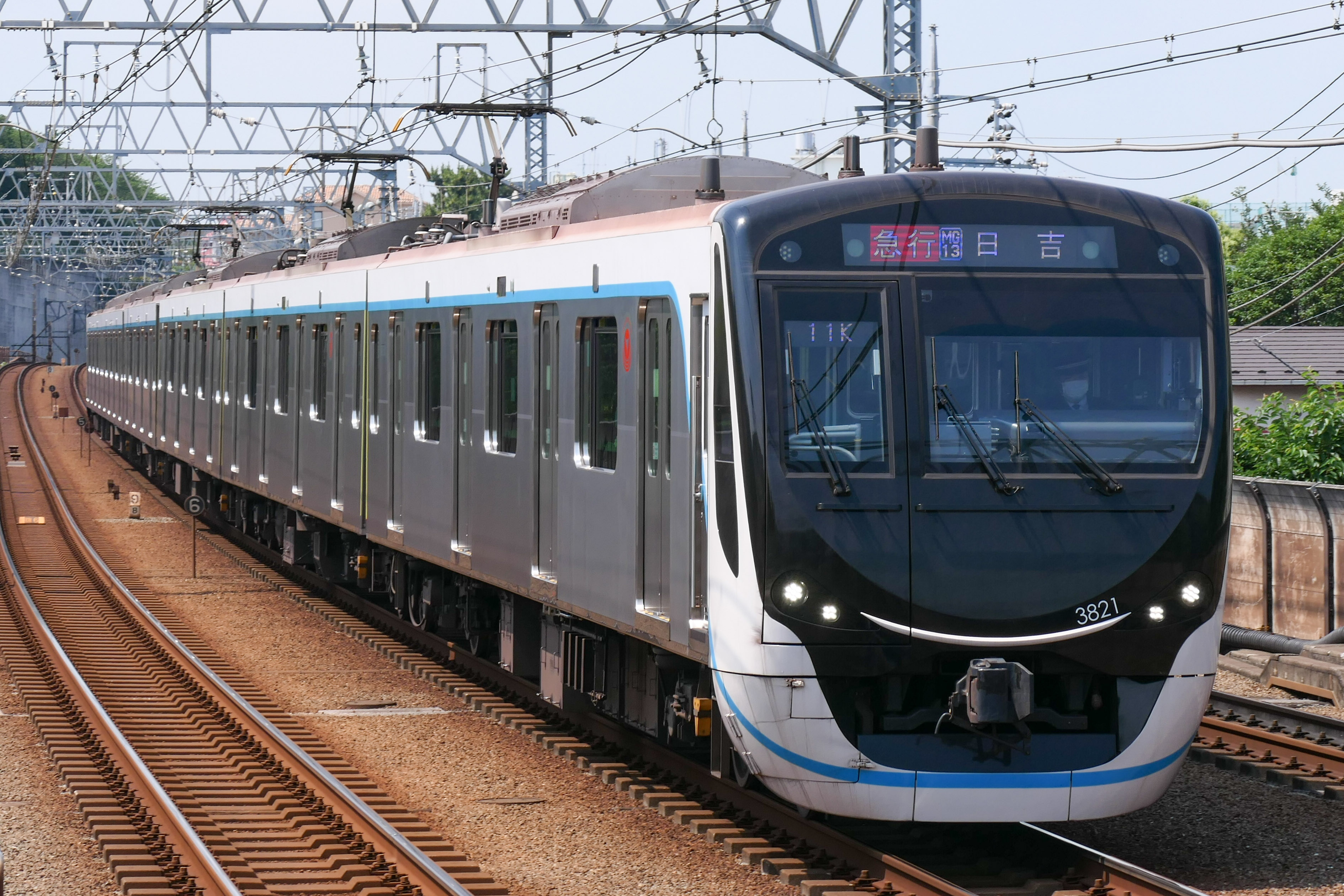
3020系
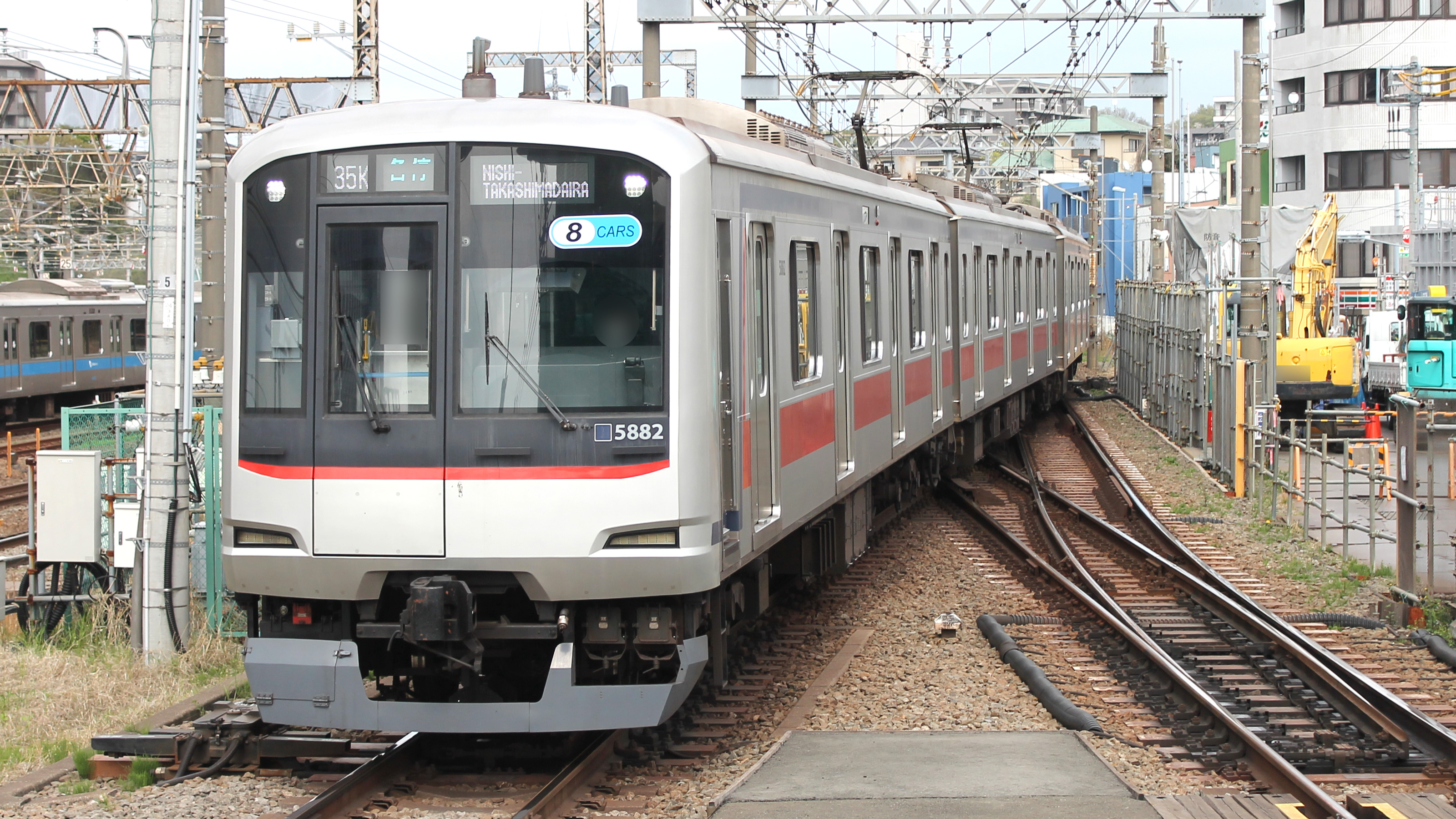
5080系
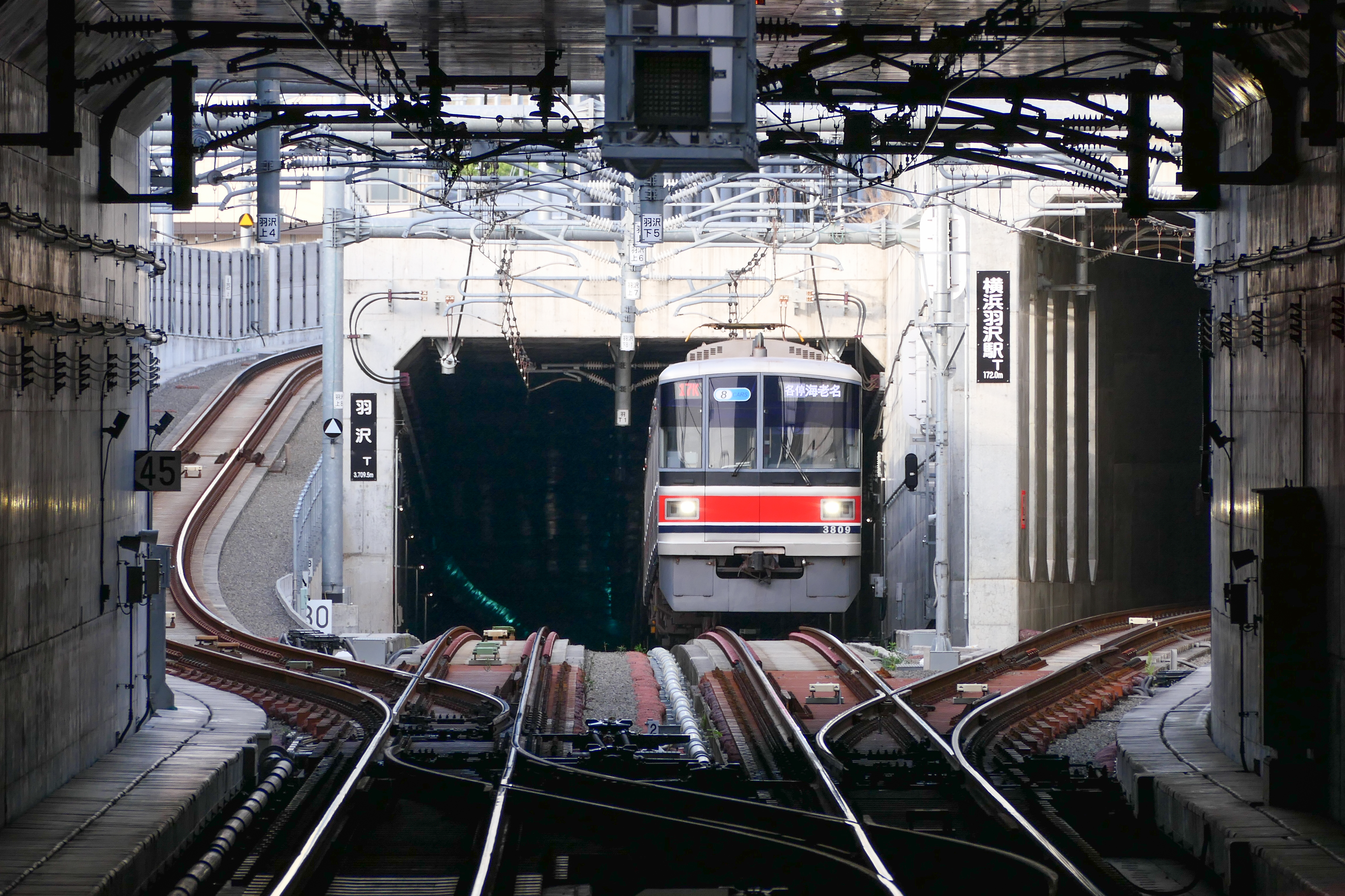
3000系

- 5050系4000番台
- 3020系
- 5080系
- 3000系

## ギャラリー

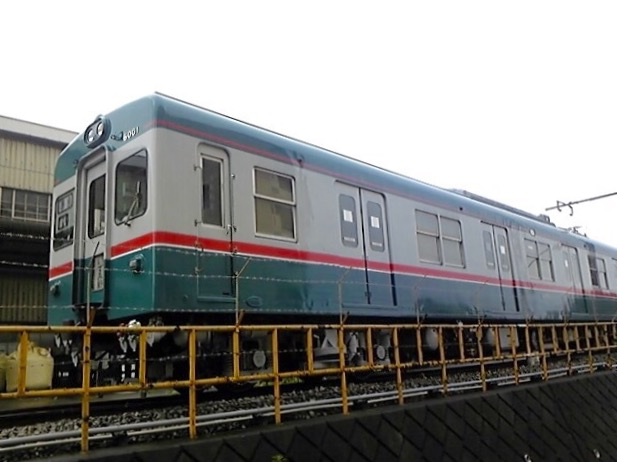
保存されている6001号車、2007年の旧塗装化後（2009年6月22日撮影）
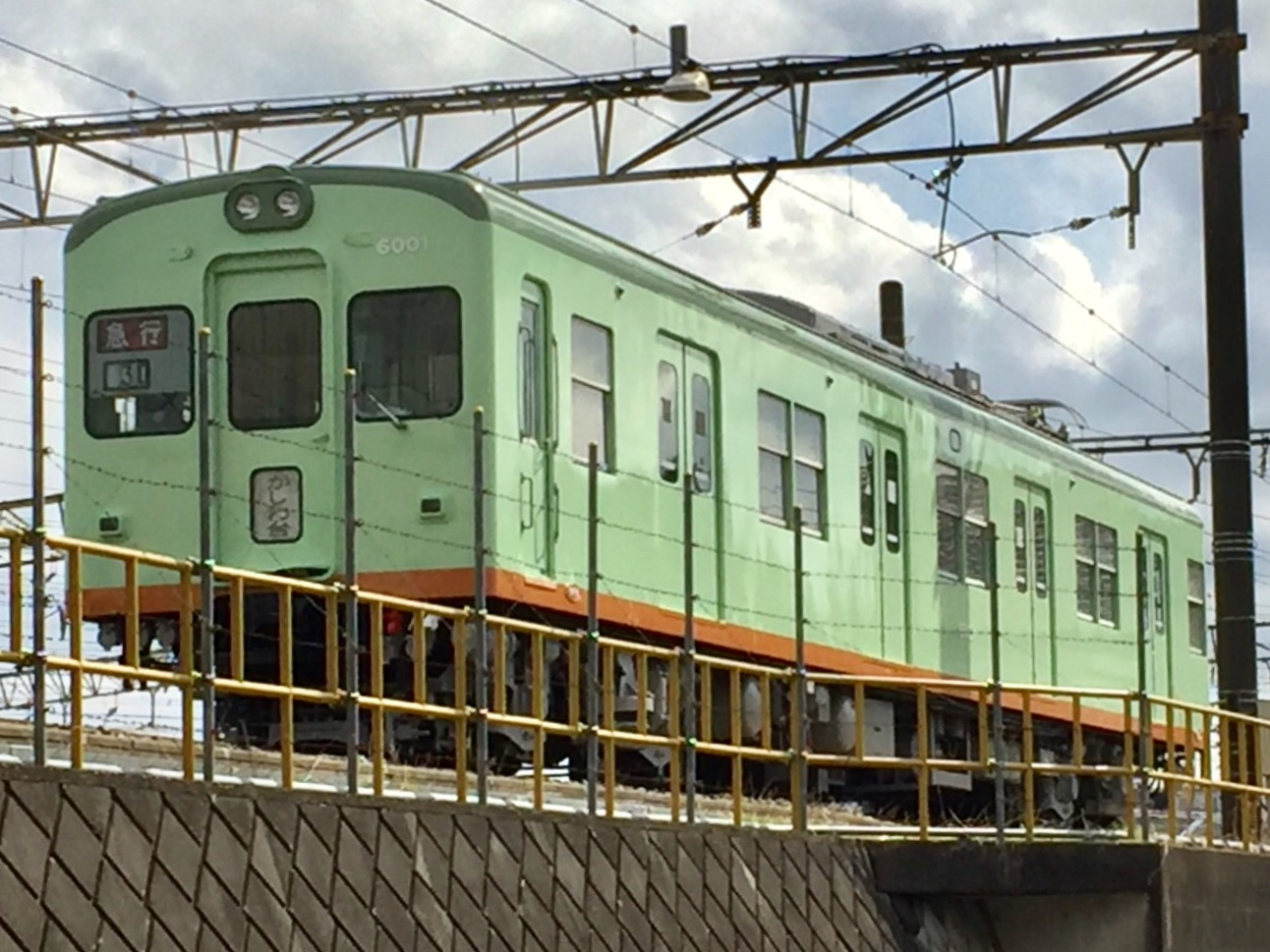
同じくモハ6001号車、元の若草色塗装に戻されている（2018年3月11日撮影）
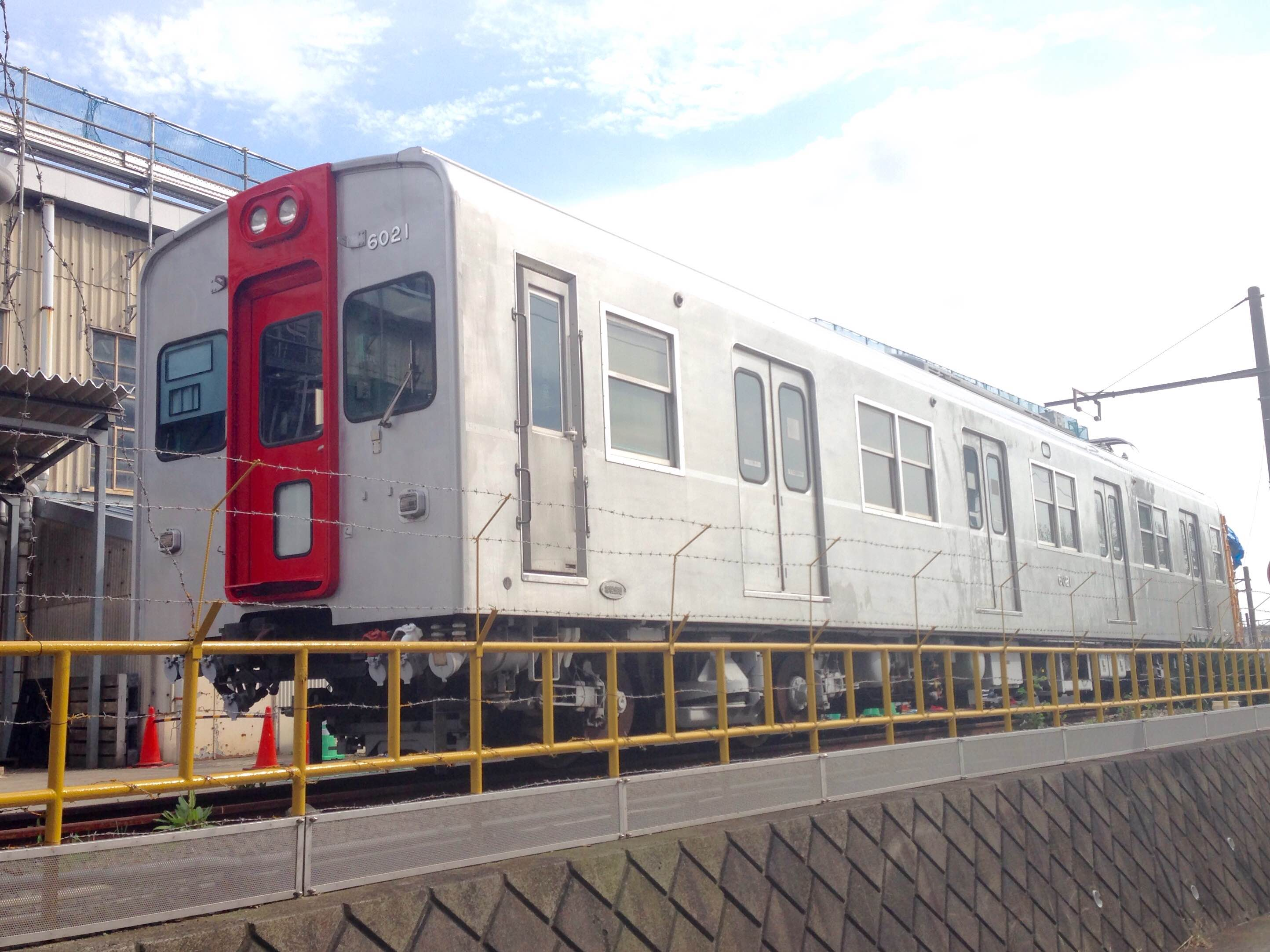
保存されているアルミ車体試作車・6021号車（2016年4月9日撮影）
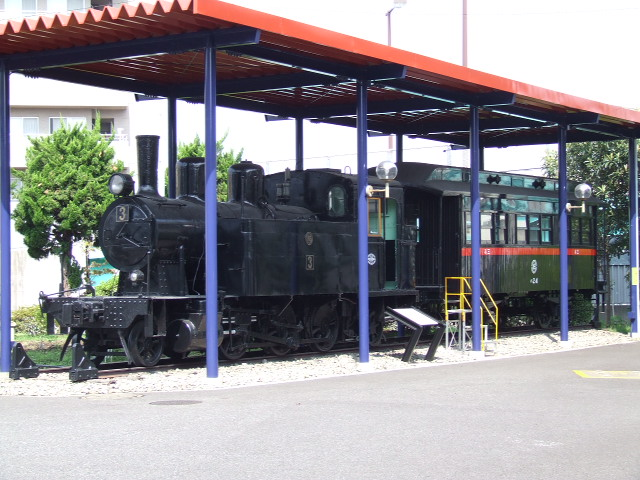
保存されている神中鉄道の機関車と客車（2006年9月3日撮影）
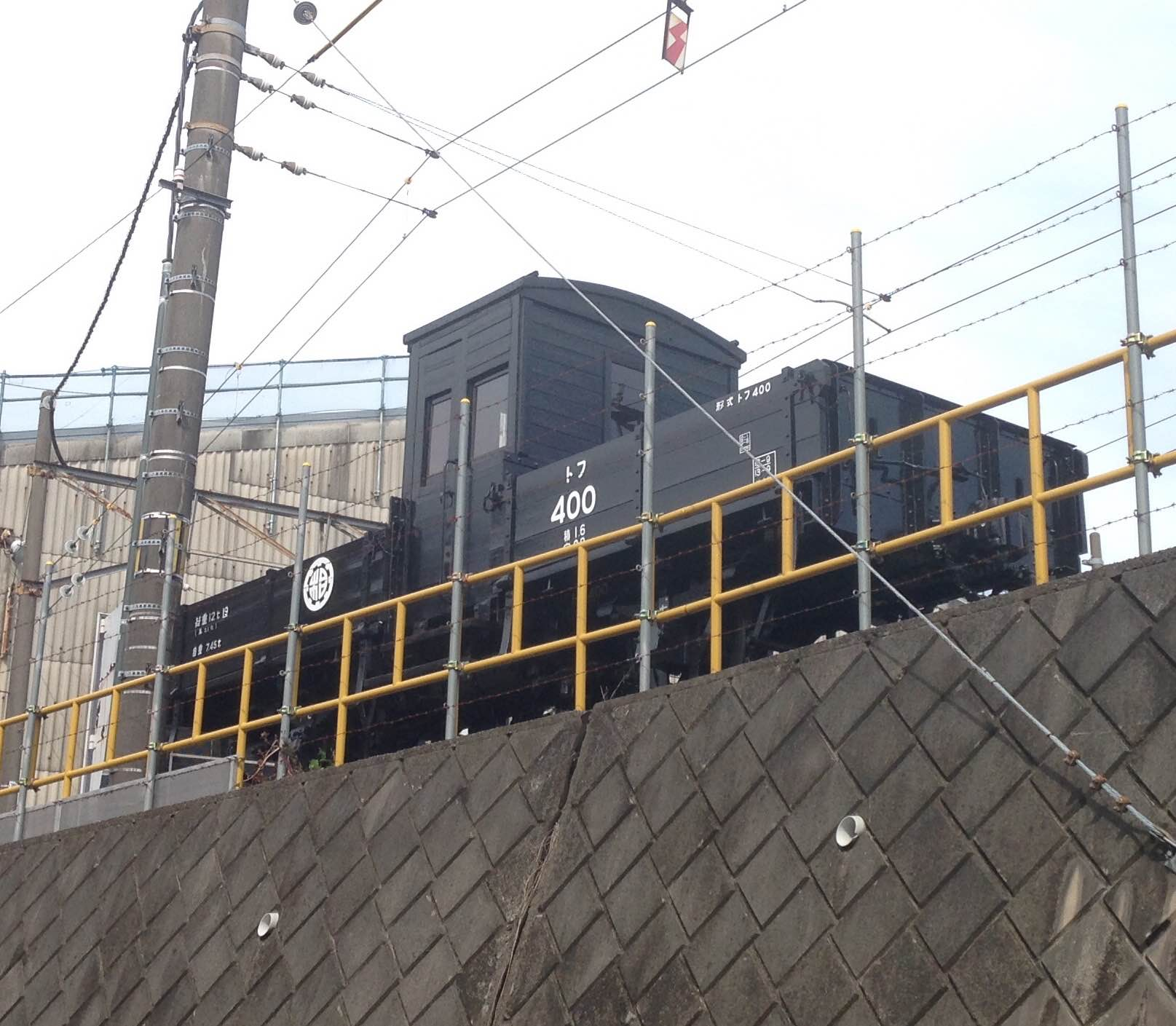
保存されているトフ400形 （2016年4月9日撮影）
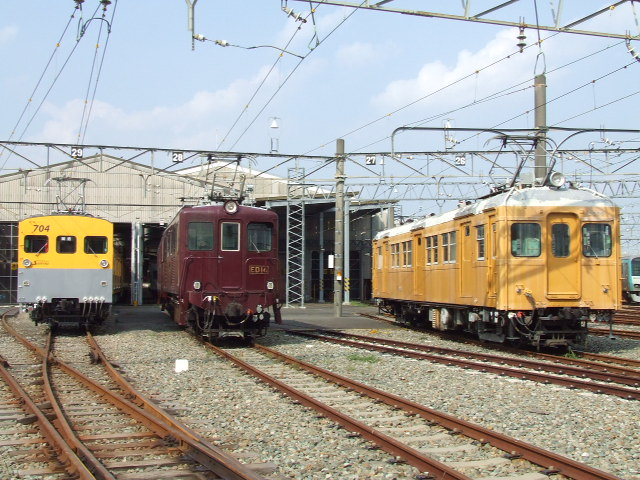
事業用車両のモヤ700系とED10形および2000系 (モニ2005) （2006年9月3日撮影）